# Radarhorizon

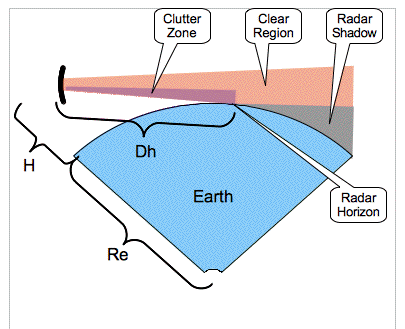
Radarhorizon

De radarhorizon is de maximale afstand die een uitgezonden radargolf kan afleggen over het aardoppervlak, en als gevolg de maximale afstand waarop een object door een radar(station) kan worden waargenomen. In afbeelding 1 is dat afstand Dh.
Bij maritieme radar-uitzendfrequenties (nominaal 10.000 en 3000 MHz) wordt het gevolgde pad door de signalen beschouwd als een zichtlijn. Dit betekent dat, ook al levert de radar een krachtige puls, het doel niet zal worden gedetecteerd als het onder de radarhorizon ligt. Deze is analoog aan de visuele observatie van objecten in de nabijheid van de horizon.
Het effect van de aardatmosfeer aan de horizon is dus als gevolg een zeer belangrijke factor waarmee rekening moet gehouden worden als we een doel willen waarnemen op de radar, vooral in kustgebieden waar men kustlijnen verwacht.

## Effect van standaard atmosferische condities

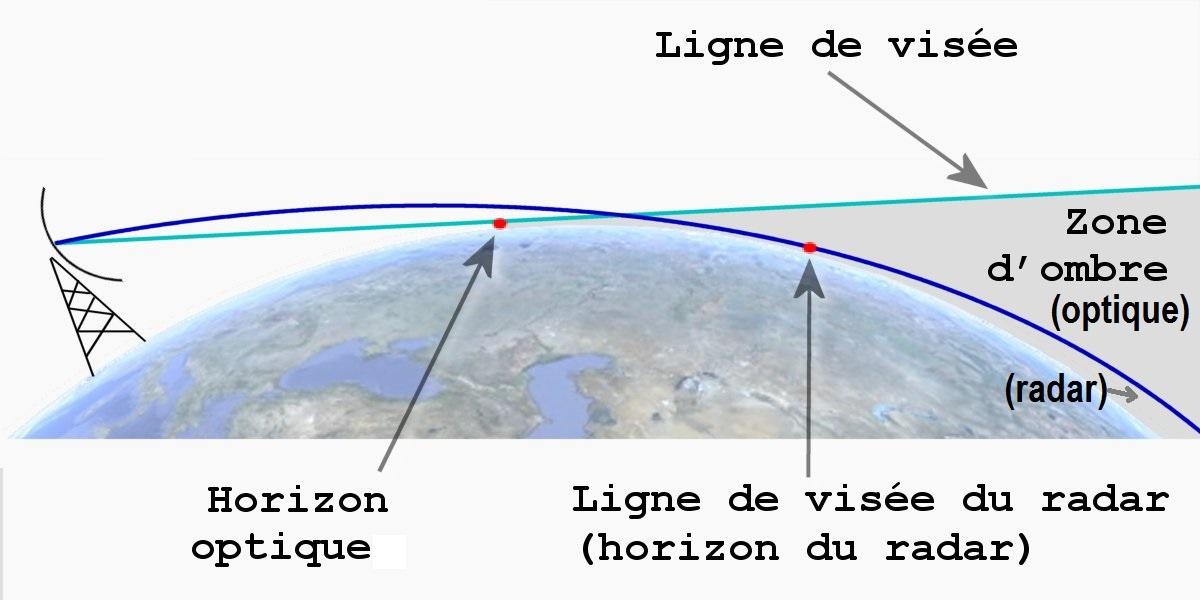
Radarhorizon bij superrefractie

Onder standaard atmosferische condities neigt de straal van de radar lichtjes naar beneden door atmosferische refractie. De afstand tot de radarhorizon wordt dan gegeven voor volgende formule:
dn mile = √(hm )2,21
met hm de hoogte van de radarantenne in meter boven het aardoppervlak
De mogelijkheid om doelen achter de radarhorizon waar te nemen hangt af van de hoogte van deze doelen. De theoretische range, puur gebaseerd op de hoogte van de antenne en het doel, wordt gegeven door de formule Rd = d + D, met d zijnde de afstand van de antenne tot de radarhorizon en D zijnde de afstand van het doel tot de horizon.

## Subrefractie
Subrefractie is een fenomeen dat wordt veroorzaakt door de toestand van de atmosfeer. Subrefractie treedt op wanneer de relatieve luchtvochtigheid stijgt naarmate men hoger komt en er naar boven toe sprake is van een snelle temperatuurdaling. Dit heeft tot gevolg dat de straal van de uitgestuurde radarpulsen naar boven wordt gebogen, waardoor minder doelen worden waargenomen doordat zij eronder vallen. Dit wordt meestal geassocieerd met slecht weer.

## Superrefractie
Superrefractie ontstaat wanneer de luchtvochtigheid naar boven toe afneemt en de temperatuur lichter daalt dan normaal of zelfs hoger wordt naarmate men hoger komt. Dit heeft als gevolg dat de baan van de radarpulsen naar beneden wordt gebogen. Hierdoor worden doelen die verder dan de radarhorizon liggen toch worden waargenomen.
Deze weerscondities komen vooral voor in de tropen en gebieden zoals de Rode Zee, de Perzische Golf en de Middellandse Zee in de zomer.